# Liste des députés européens de France de la 2e législature
Lors des élections européennes de 1984, 81 députés européens sont élus en France. Leur mandat débute le 24 juillet 1984 et se termine le 24 juillet 1989.
- La droite de l'Union pour la démocratie française et du Rassemblement pour la République obtient 41 sièges.
- Les socialistes du Parti socialiste obtiennent 20 sièges.
- Les communistes du Parti communiste français obtiennent 10 sièges.
- L'extrême-droite du Front national obtient 10 sièges.

## DéputésRDE,LIBetPPE

### Députés de la liste Union de l'oppositionUDFetRPR
- Jean-Pierre Abelin
- Magdeleine Anglade
- Dominique Baudis jusqu'au 20 juin 1988
remplacé le 1er juillet 1988 par Stéphane Dermaux
- Denis Baudouin
- Pierre Bernard-Reymond jusqu'au 4 décembre 1986
remplacé le 12 décembre 1986 par Charles Baur
- Alain Carignon jusqu'au 19 mars 1986
remplacé le 20 mars 1986 par Jean-Marie Vanlerenberghe
- Roger Chinaud jusqu'au 3 avril 1989
remplacé le 12 avril 1989 par Jacqueline Grand
- Nicole Chouraqui jusqu'au 1er septembre 1987
remplacé le 9 septembre 1987 par Gérard Benhamou
- Alfred Coste-Floret
- Michel Debatisse
- Robert Delorozoy
- Jean-François Deniau jusqu'au 1er avril 1986
remplacé le 2 avril 1986 par Paulin Bruné jusqu'au 30 juin 1986
remplacé le 1er juillet 1986 par Jean-Pierre Cassabel jusqu'au 28 octobre 1987
remplacé le 29 octobre 1987 par Christiane Papon
- Georges Donnez
- Anne-Marie Dupuy jusqu'au 31 décembre 1988
remplacé le 7 janvier 1989 par Robert Batailly
- André Fanton
- Gaston Flosse jusqu'au 19 mars 1986
remplacé le 20 mars 1986 par Pierre Lataillade
- Nicole Fontaine
- Yves Galland jusqu'au 18 août 1986
remplacé le 19 août 1986 par André Fourçans
- Guy Guermeur
- Robert Hersant
- Alain Juppé jusqu'au 19 mars 1986
remplacé le 20 mars 1986 par  Roger Gauthier
- Jean Lecanuet jusqu'au 9 octobre 1988
remplacé le 10 octobre 1988 par Jean-Paul Hugot
- Gérard Longuet jusqu'au 19 mars 1986
remplacé le 20 mars 1986 par Roland Blum jusqu'au 3 avril 1987
- Philippe Malaud
- Christian de La Malène
- Jacques Mallet
- Jean-François Mancel jusqu'au 11 décembre 1986
remplacé le 1er avril 1987 par Roger Partrat jusqu'au 10 août 1988
remplacé le 9 septembre 1988 par Georges de Brémond d'Ars
- Simone Martin
- Jean Mouchel
- François Musso
- Jean-Thomas Nordmann
- Jean-Claude Pasty
- Pierre Pflimlin
- Michel Poniatowski
- Bernard Pons jusqu'au 30 avril 1985
remplacé le 1er mai 1985 par Alain Marleix
- André Rossi jusqu'au 5 septembre 1986
remplacé le 5 décembre 1986 par Raymond Tourrain
- Jean-Pierre Roux jusqu'au 31 mars 1987
remplacé le 4 avril 1987 par Hubert Jean Buchou
- Christiane Scrivener jusqu'au 5 janvier 1989
remplacé le 6 janvier 1989 par Monique Badénès
- Jacqueline Thome-Patenôtre
- Simone Veil
- Jacques Vernier
- Claude Wolff

## Députés dugroupe socialiste

### Députés duParti socialiste
- Jean-Paul Bachy jusqu'au 23 juin 1988
remplacé le 1er juillet 1988 par Martine Buron
- Jean Besse
- Alain Bombard
- Gisèle Charzat
- Jean-Pierre Cot
- Louis Eyraud
- Roger Fajardie jusqu'au 25 août 1987
remplacé le 9 septembre 1987 par Jean-Marie Alexandre
- Léon Fatous
- Yvette Fuillet
- Colette Gadioux
- Max Gallo
- Lionel Jospin jusqu'au 12 mai 1988
remplacé le 16 mai 1988 par Jean Crusol
- Marie-Noëlle Lienemann jusqu'au 25 juin 1988
remplacé le 21 juillet 1988 par Louis Chopier
- Charles-Émile Loo
- Didier Motchane jusqu'au 22 mai 1989
remplacé le 24 mai 1989 par Charles Wendeling
- Nicole Péry
- Henri Saby
- Georges Sutra de Germa
- Bernard Thareau
- Marie-Claude Vayssade

## Député duGroupe communiste et apparentés

### Députés duParti communiste français
- Robert Chambeiron
- Danielle de March-Ronco
- Maxime Gremetz jusqu'au 29 avril 1986
remplacé le 30 avril 1986 par Louis Baillot
- Jacqueline Hoffmann jusqu'au 29 avril 1986
remplacé le 30 avril 1986 par Sylvie Mayer
- Emmanuel Maffre-Baugé
- Georges Marchais
- René Piquet
- Pierre Pranchère
- Paul Vergès
- Francis Wurtz

## Députés duGroupe des droites européennes

### Députés duFront national
- Bernard Antony
- Michel de Camaret jusqu'au 24 juin 1987
remplacé le 1er juillet 1987 par Roger Palmieri
- Dominique Chaboche jusqu'au 15 avril 1986
remplacé le 16 avril 1986 par Gilbert Devèze
- Michel Collinot
- Jean-Marie Le Chevallier
- Martine Lehideux
- Jean-Marie Le Pen
- Olivier d'Ormesson
- Gustave Pordea
- Jean-Pierre Stirbois jusqu'au 15 avril 1986
remplacé le 16 avril 1986 par Roland Goguillot